# Sister My Sister
Sister My Sister är en brittisk film från 1994 med Joely Richardson, Jodhi May och Julie Walters. Filmen regisserades av Nancy Meckler och manus skrevs av Wendy Kesselman, baserad på hennes teaterpjäs, My Sister in This House. Båda teaterpjäsen och filmen behandlar socialt förtryck och dess offer.
Filmen är baserad på en verklig incident i Le Mans, Frankrike 1933 där systrarna Papin mördade sin arbetsgivare och dennes dotter. Mordet chockade Frankrike, och det ryktades att de begick incest-lesbiska handlingar.

## Handling
Christine (Richardson) är hembiträde hos en kvinna (Julie Walters) och hennes dotter (Sophie Thursfield). Hennes syster Lea (May) anställs på Christines rekommendation. Systrarna blir alltmer alienerade hos arbetsgivaren, separerade av samhällsklasserna, och Christine blir svartsjuk då hennes syster får ökat intresse för andra. Relationen blir sexuell, vilket stärker spänningen mellan systrarna och arbetsgivaren. Spänningen leder slutligen till paranoia, vredesutbrott och mord.

## Rollista
- Julie Walters som Madame Danzard
- Joely Richardson som Christine
- Jodhi May som Lea
- Sophie Thursfield som Isabelle Danzard
- Amelda Brown som Besökare #1
- Lucita Pope som Besökare #2
- Kate Gartside som Syster Veronica
- Aimee Schmidt som Young Lea
- Gabriella Schmidt som Young Christine

## Relaterade filmer
Papinfallet behandlades även i teaterpjäsen  Jungfruleken av Jean Genet 1947, som 1974  filmatiserades av Christopher Miles. I den spelade Glenda Jackson och Susannah York hembiträdena, medan Vivien Merchant spelade arbetsgivaren.
Det nämndes 1995 också i en fransk film av Claude Chabrol, Ceremonin, med Isabelle Huppert och Sandrine Bonnaire.  Figurerna där är inte systrarna Papin, men den handlar också om två kvinnor som låter mörda sin arbetsgivare. Den är en adapdion av romanen Stenarna skola ropa av Ruth Rendell.
En annan filmatisering var Les Blessures assassines, en fransk film med Sylvie Testud och Julie-Marie Parmentier, vilken regisserades av Jean-Pierre Denis.